# Xenopelopia nigricans
Xenopelopia nigricans är en tvåvingeart som först beskrevs av Maurice Emile Marie Goetghebuer 1927.  Xenopelopia nigricans ingår i släktet Xenopelopia och familjen fjädermyggor. Arten är reproducerande i Sverige. Inga underarter finns listade i Catalogue of Life.